# Soustava souřadnic
Soustava souřadnic (též souřadnicová soustava či systém souřadnic) umožňuje jednoznačně popsat polohu bodu pomocí čísel jakožto souřadnic čili koordinát. Geometrické úlohy je pak možno řešit matematickými prostředky, což je základ analytické geometrie. Polohu bodu na přímce určuje jedno (reálné) číslo, v rovině dvě, v prostoru tři čísla atd. Obecně je k určení polohy bodu v n-rozměrném prostoru třeba n čísel, která tvoří uspořádané n-tice (čti entice), neboť na jejich pořadí záleží. Polohu přímky lze pak označit pomocí dvou bodů, polohu roviny pomocí tří bodů a podobně i pro další geometrické útvary.
Soustavu souřadnic tvoří:
- počátek, kde se všechny osy protínají, mají společný bod a zároveň hodnoty všech souřadnic jsou nulové,
- příslušný počet souřadnicových os, které se zpravidla označují malými písmeny v abecedním pořadí: x, y, z, také lze např. i, j, k, l, m, n, nebo a, b, c, d, ...
- délková (a případně úhlová) jednotka, která se v jednotlivých souřadnicích používá.

## Kartézská soustava souřadnic
Nejběžnější a nejjednodušší soustava souřadnic je kartézská soustava souřadnic, kde osy jsou navzájem kolmé přímky, nejčastěji se stejnou délkovou jednotkou na všech osách, které se protínají v jediném bodě – počátku. Název je podle francouzského matematika René Descarta (1596–1650), latinsky Cartesius (proto „kartézská“), který tuto soustavu zavedl a užíval.
Nejjednodušší kartézskou soustavou je číselná osa:
Jedinou souřadnicí každého bodu je jeho vzdálenost od počátku (se znaménkem).

Kartézská soustava souřadnic v rovině

V rovině tvoří kartézskou soustavu dvě vzájemně kolmé osy, které se protínají v počátku. Souřadnicemi bodu jsou jeho vzdálenosti od osy y (souřadnice x, vodorovná, abscissa) a od osy x (souřadnice y, svislá, ordináta). V obrázku jsou zakresleny tři body se svými souřadnicemi, které se obvykle zapisují ve tvaru (x, y), Dají se tedy chápat také jako vektory, orientované úsečky spojující počátek s body. Délka vektoru čili vzdálenost bodu od počátku se vypočte pomocí Pythagorovy věty.

Kartézská soustava souřadnic v třírozměrném prostoru

V (třírozměrném) eukleidovském prostoru tvoří kartézskou soustavu souřadnic tří navzájem kolmé osy. Souřadnice bodu jsou jeho vzdálenosti od tří rovin, které se protínají v osách x, y, z. Podle toho, v jakém pořadí se osy uvádějí, se někdy rozlišuje pravotočivá a levotočivá soustava souřadnic.

## Další příklady

### Polární soustava souřadnic
Pro některá použití je výhodnější polární soustava souřadnic. V ní se poloha bodu v rovině určuje vzdáleností od počátku a úhlem, který svírá jeho průvodič s osou x. V prostoru to pak bude sférická soustava souřadnic, kde je každý bod v trojrozměrném prostoru určen vzdáleností od počátku a dvěma úhly atd.

Zeměpisná soustava souřadnic: Prime Meridian je základní poledník, souřadnicemi bodu jsou zeměpisná délka λ a šířka φ. Zelený čtvereček naznačuje list mapy.

### Zeměpisná soustava souřadnic
I když je Země prostorový útvar (geoid), pro mnoho praktických účelů stačí pracovat s povrchem tohoto geoidu, který je dvojrozměrný (i když ovšem ne rovinný). Taková soustava souřadnic ovšem nemá počátek. Na mapách se poloha bodu na zeměkouli určuje dvěma úhly, zeměpisnou délkou a šířkou. Z historických důvodů se jako základ soustavy volí rovník a dva zeměpisné póly, severní (S nebo N, z angl. North) a jižní (J nebo S, z angl. South). Zeměpisná šířka je pak úhel, který svírá průvodič bodu s rovinou rovníku: zeměpisná šířka bodu na rovníku je rovna 0, zeměpisná šířka pólů je 90° N a 90° S.
Zeměpisná délka se odvozuje od poledníků, hlavních kružnic, které se protínají na pólech. Udává úhel poloroviny poledníku daného bodu s rovinou základního či nultého poledníku, kterým byl mezinárodně stanoven poledník britské hvězdárny Greenwich na východním okraji Londýna. Od něho se zeměpisné délky počítají směrem na východ (V nebo E) jako kladné a na západ (Z nebo W) jako záporné.

### Zeměpisné zavedení metru
Na soustavu souřadnic nepřímo navazuje i původní zavedení jednotné jednotky délky v mezinárodním systému SI, metru, která byla zvolena tak, aby kvadrant, čtvrtina obvodu Zeměkoule, vzdálenost rovníku od pólu, znamenala 10 miliónů těchto jednotek. Jenže přesnost, s níž bylo možno změřit délku zemského kvadrantu, zdaleka nevyhovovala ani pro běžná měření. Proto byla definice později navázána na pevný vzorek (etalon) v Sévres u Paříže, později na určité násobky délek určitých elektromagnetických vln a nakonec na rychlost světla ve vakuu. Geografický původ metru se tak stal dějinnou epizodou.

### Šachovnice
V šachové notaci pro zápis úloh a partií se používá jednoduchý systém souřadnic: políčka šachovnice označují dvěma souřadnicemi, sloupce tradičně malým písmenem a-h a řady číslicí 1–8. Bílý král stojí při zahájení na políčku e1, černá dáma na políčku d8.

## Obecné zavedení
Soustavu souřadnic lze označit jako vzájemně jednoznačné zobrazení mezi množinou bodů {\displaystyle n}-rozměrného prostoru a uspořádanou n-ticí čísel.[zdroj?] Polohu bodu na přímce tedy určíme jedním číslem, polohu bodu v rovině dvojicí čísel a polohu bodu v (třírozměrném) prostoru trojicí čísel.
Pro určení polohy bodu jsou základními údaji:
- druh soustavy souřadnic (kartézská, polární, válcová aj.)
- volba počátku soustavy souřadnic („výchozí“ bod)
- směr, počet a charakter souřadných os (význačných směrů)
- jednotky, pomocí jejichž násobků a dílů se vyjadřují hodnoty souřadnic

Pokud jsou souřadné osy v každém bodě prostoru na sebe navzájem kolmé, pak se hovoří o ortogonální soustavě souřadnic.
Pokud jsou všechny souřadnicové osy přímkami, pak se hovoří o přímočaré soustavě souřadnic. V mnoha případech je však výhodnější, jsou-li souřadnicovými osami křivky. Mohou to být speciální křivky, např. kružnice, ale také křivky zcela obecného tvaru. Takové soustavy souřadnic se označují jako křivočaré. Příkladem přímočaré soustavy souřadnic je kartézská soustava, křivočarou soustavou souřadnic je např. polární soustava.

### Fyzika
Pro popis pohybu v prostoru se užívají některé význačné soustavy prostorových souřadnic. V některých případech je však pohyb omezen a lze jej popsat jako rovinný. Pro tyto účely se užívají soustavy rovinných souřadnic. V některých speciálních (nebo idealizovaných) případech lze pohyb považovat za jednorozměrný (například pohyb vlaku po kolejích). Pro jednorozměrný pohyb se nezavádí žádné speciální souřadnicové soustavy, neboť pohyb je vždy popsán jedním parametrem.
Ve fyzice je obvykle nutno kromě prostorových souřadnic uvažovat s další nezávisle proměnnou veličinou, kterou je čas. Její zavedení lze chápat jako další souřadnicovou osu. V nerelativistické fyzice jsou prostorová a časová část odděleny, tzn. předpokládáme, že časová osa je vždy kolmá ke všem prostorovým. Relativistická fyzika spojuje prostor a čas do tzv. prostoročasu. Také v prostoročasu lze zavést (prostoročasové) soustavy souřadnic.
Přechod mezi různými souřadnými systémy se provádí transformací souřadnic.

## Další významy pojmu souřadnice
- V diferenciální geometrii jsou první a druhá křivost křivky označovány jako přirozené souřadnice křivky[zdroj?].
- Nebeská mechanika rozlišuje:
  - obzorníkové souřadnice
  - rovníkové souřadnice
  - ekliptikální souřadnice
- Teoretická mechanika zavádí tzv. zobecněné souřadnice.